# Leucón I

Expansión del reino del Bósforo, incluidas las conquistas de Leucón I.

Leucón I (en griego antiguo: Λεύκον A') fue rey del Bósforo desde aproximadamente el 393/389 al 349 a. C.

## Origen
Leucón I fue hijo y sucesor de Sátiro I.

## Reinado
Según Diodoro Sículo, Leucón I reinó 40 años, durante los cuales desarrolló estrechos vínculos con Atenas, concediendo condiciones ventajosas para su aprovisionamiento de trigo: exención de tasas a la exportación, embarco prioritario en las naves con destino a Atenas. El agradecimiento de los atenienses figura en una inscripción en Atenas que le concedió la ciudadanía ateniense por haber enviado a la ciudad 400 000 medimnos  (16 380 toneladas) en el año 356 a. C., como indica Demóstenes en su Contra Leptines.
Polieno menciona las estratagemas de Leucón I para conseguir convencer a sus conciudadanos de que le confiaran todas sus monedas, con las que acuñó monedas de un valor nominal doble de las antiguas, y cuando castigó duramente un complot de los comerciantes.
Leucón quiso ampliar su reino y emprendió el asedio de la ciudad de Teodosia, defendida por un tal Tínico, que la liberó. Leucón tomó entonces Heraclea Póntica.

## Descendencia
Sus sucesores fueron sus hijo Espártoco II y Perisades I, que reinaron sin duda conjuntamente cinco años. Después Perisades I permaneció como único rey. Un tercer hijo, Apolonio, que no parece haber reinado, es mencionado en una estela encontrada cerca de Atenas